# Atrophia minuta
Atrophia minuta är en kräftdjursart som först beskrevs av Wolfenden 1905.  Atrophia minuta ingår i släktet Atrophia och familjen Lubbockiidae. Inga underarter finns listade i Catalogue of Life.